# Centaurea elazigensis
Centaurea elazigensis — вид квіткових рослин айстрових (Asteraceae). Ендемік Туреччини.
Centaurea elazigensis належить до секції Acrocentron й описано з провінції Елязиг, Туреччина. Вид тісно пов'язаний з C. carduiformis.